# 舞鶴市郷土資料館
舞鶴市郷土資料館（まいづるしきょうどしりょうかん）は、京都府舞鶴市南田辺（西舞鶴）の舞鶴西総合会館にある歴史資料館。愛称は舞鶴ふるさと発見館（まいづるふるさとはっけんかん）。

## 歴史
- 1975年（昭和50年） - 北吸地区にある舞鶴市役所横に開館。
- 1993年（平成5年） - 市役所別館建設のため一時休館。
- 1994年（平成6年） - 北田辺の舞鶴市民会館2階に移転して再開館。
- 2016年（平成28年）7月15日 - 南田辺の舞鶴西総合会館1階に移転して再開館[1]。

## 展示

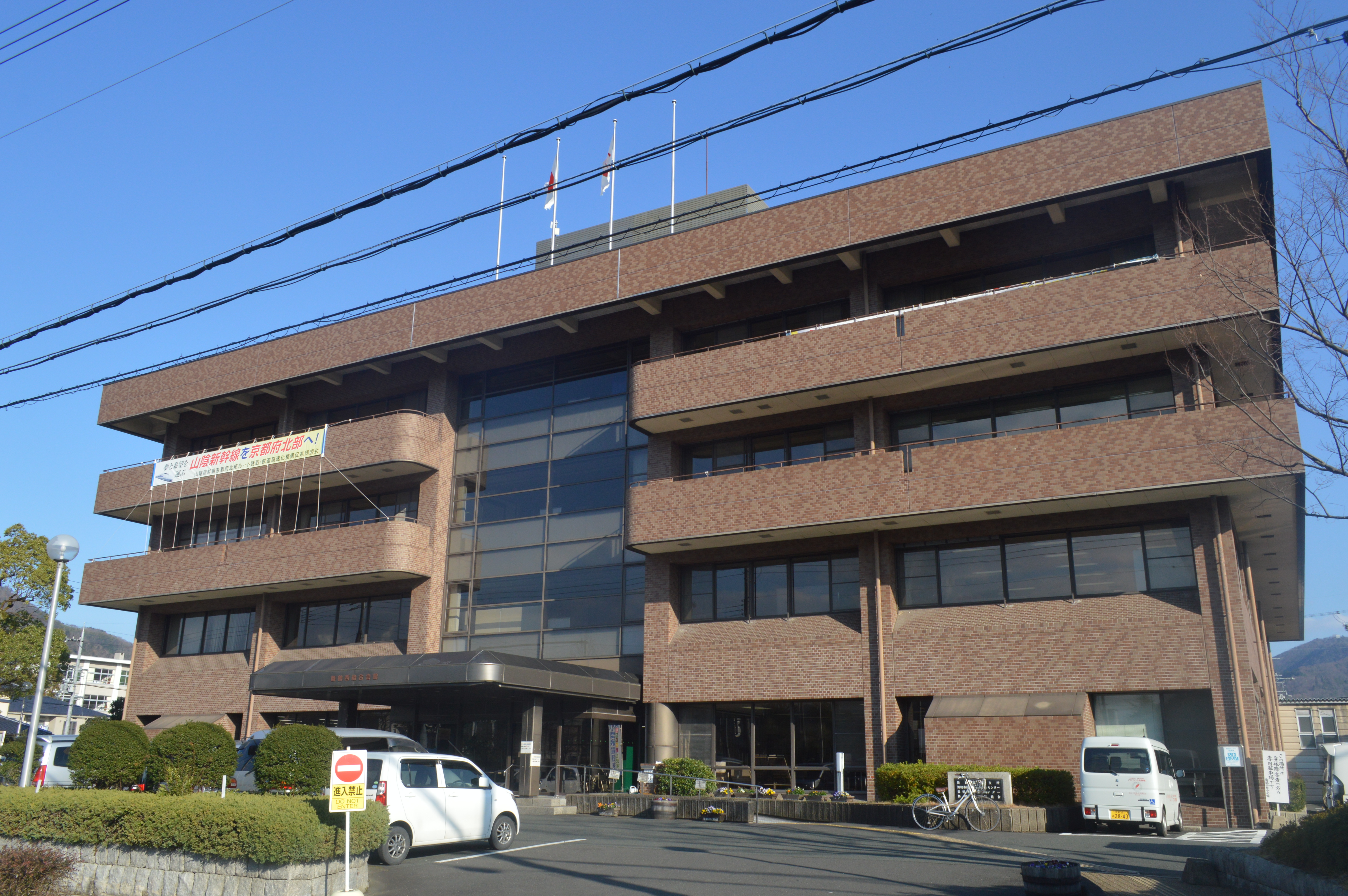
舞鶴西総合会館

舞鶴地域の文化遺産を保存・展示する施設として、市内の遺跡から発掘された土器や石器、旧家の古文書などが、時代別に陳列されており、古代から現在までの舞鶴の歴史を伝える展示場である。
約100平方メートルの展示室には、縄文人の暮らしぶりを示す「桑飼下遺跡」から出た埋葬用のかめや、土製の耳飾りをはじめ、古墳時代の鉄刀、飛鳥時代に都へ納める品物に付けた木簡などの出土品も数多く展示されている。毎年、市民からの寄贈品展などの企画展が年4～5回開かれる。

### 糸井文庫
特別収蔵庫には糸井文庫が収蔵されている。与謝郡岩滝町出身の実業家である糸井仙之助が収集した、丹後地方に関連する書籍・古文書・錦絵など約2,200点の郷土資料である。舞鶴市長の水島彦一郎の尽力によって、1949年（昭和24年）1月に大部分が舞鶴市に譲渡された。
酒呑童子、山椒大夫、浦島太郎などの伝説上の人物に関する資料は匹敵するものがないとされ、舞鶴市指定文化財に指定されている。立命館大学アート・リサーチセンターの協力を受けてデジタルアーカイブの糸井文庫閲覧システムが公開されている。

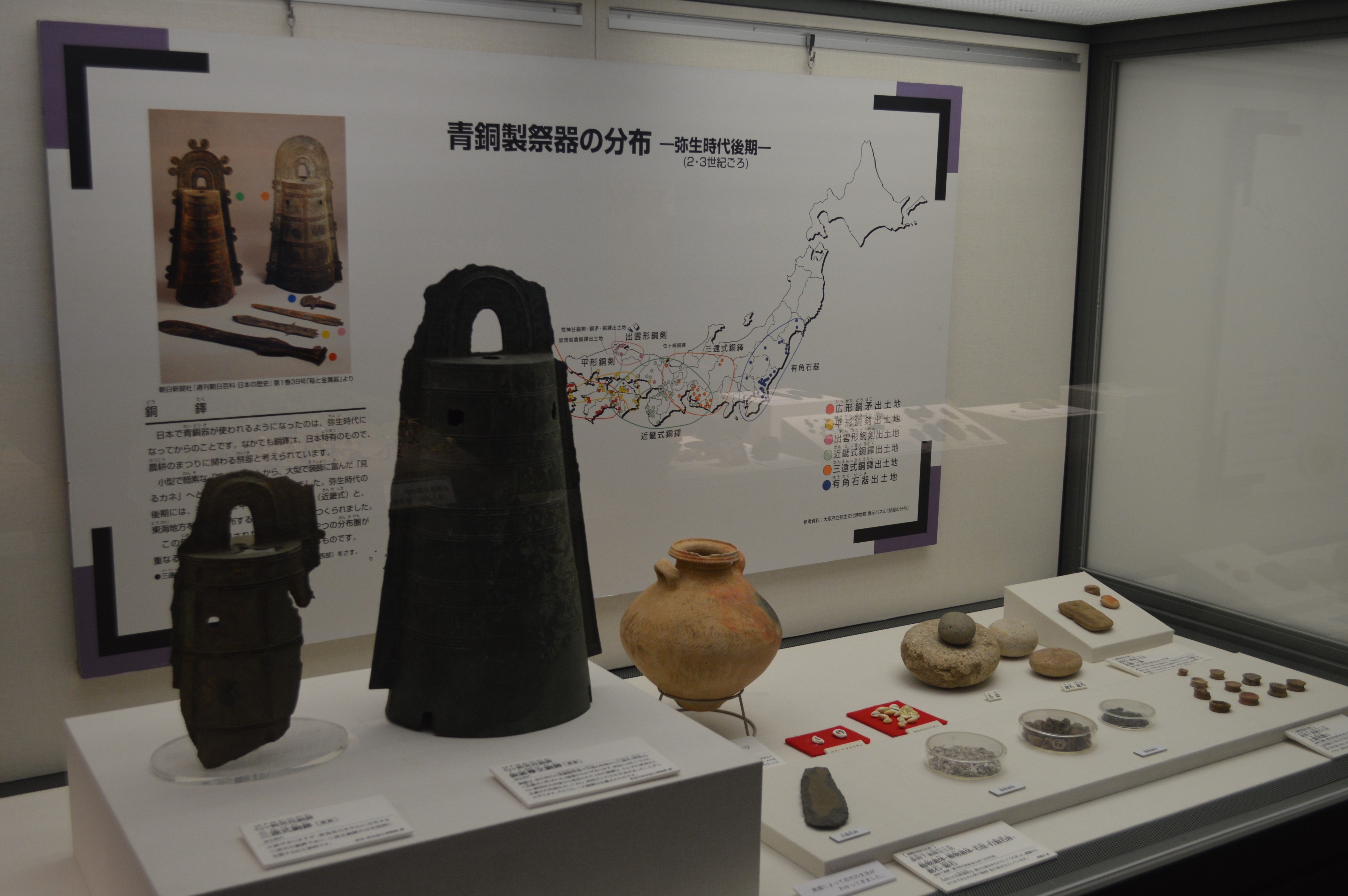
展示
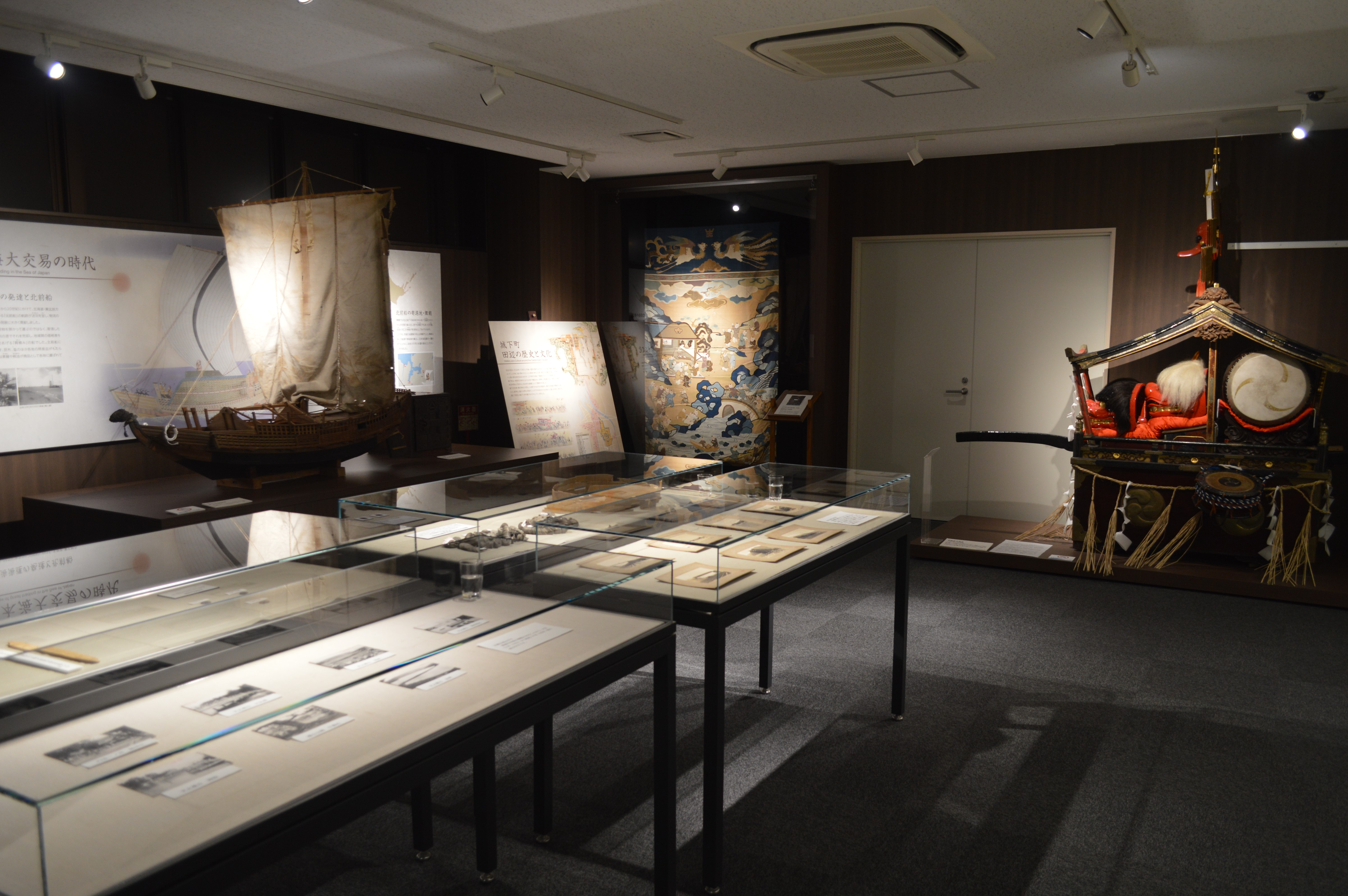
展示
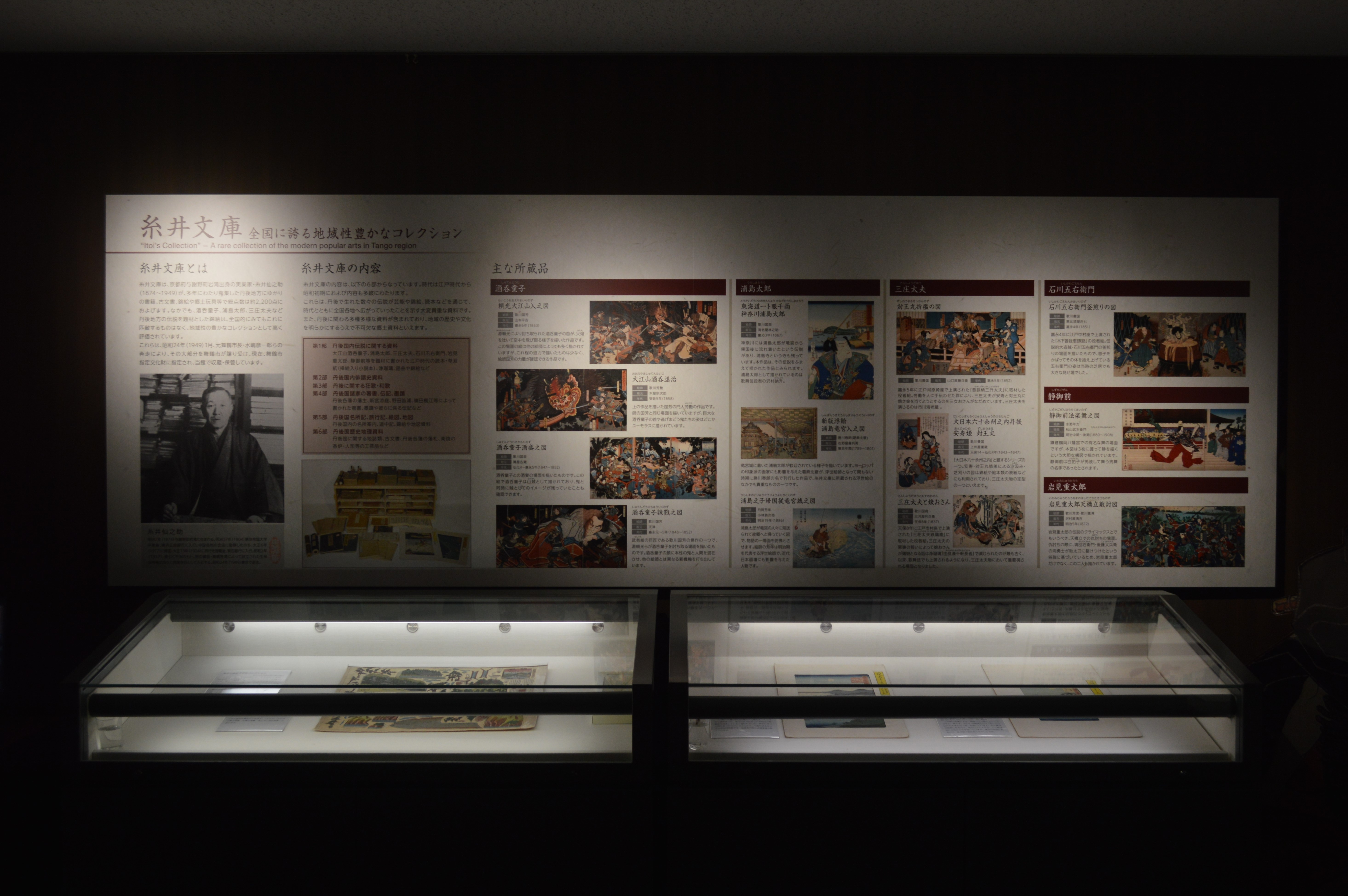
糸井文庫の紹介

## 利用案内
- 所在地：京都府舞鶴市南田辺1番地 舞鶴西総合会館1階
- 開館時間：午前9時から午後5時まで
- 休館日：毎週月曜と祝日の翌日
- 入館料：無料
- 駐車場：なし（すぐ近くに公営駐車場有）